# Punta La Litera
La Punta La Litera es una saliente rocosa que se adentra en aguas del océano Pacífico, situada al sur del Perú en la costa de la provincia de Barranca, en el departamento de Lima. Destaca por su gran interés ecológico, pues constituye una gran reserva biológica de numerosas especies de fauna terrestre y marina. Por tal motivo, en el 2009 la punta La Litera quedó protegida por ley dentro de la Reserva nacional Sistema de Islas, Islotes y Puntas Guaneras, una reserva natural que protege y conserva muestras representativas de la diversidad biológica de los ecosistemas marino-costeros del Perú.